# Kärlekstunneln (film)
Kärlekstunneln (engelska: The Tunnel of Love) är en amerikansk långfilm från 1958 i regi av Gene Kelly, med Doris Day, Richard Widmark, Gig Young och Gia Scala i rollerna. Filmen bygger på pjäsen The Tunnel of Love av Peter De Vries, Joseph Fields och Jerome Chodorov som i sin tur bygger på en bok av Peter De Vries.

## Handling
Isolde (Doris Day) och Augie Poole (Richard Widmark) vill jättegärna få barn. De kontaktar en adoptionsfirma. Men när deras klart mer frisinnade grannar blir inblandade så blir det missförstånd på missförstånd.

## Rollista

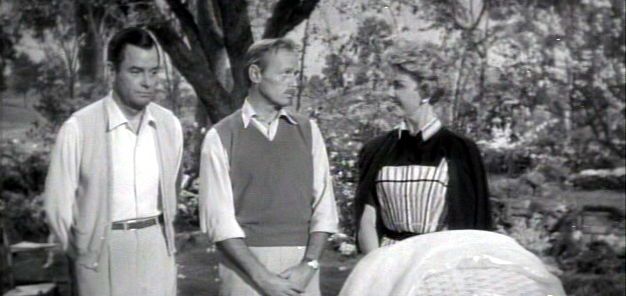
Gig Young, Richard Widmark och Doris Day. Scen från filmen.

| Doris Day         | – Isolde Poole          |
| Richard Widmark   | – August "Augie" Poole  |
| Gig Young         | – Dick Pepper           |
| Gia Scala         | – Estelle Novick        |
| Elisabeth Fraser  | – Alice Pepper          |
| Elizabeth Wilson  | – Miss MacCracken       |
| Vikki Dougan      | – Gladys Dunne, actress |
| Doodles Weaver    | – Escort                |
| Charles Wagenheim | – Day Motel Man         |
| Robert Williams   | – Night Motel Man       |

## Utmärkelser

### Nomineringar
- Golden Globe: Bästa kvinnliga huvudroll i en komedi eller musikal (Doris Day)

## Om filmen
Jerome Chodorov var svartlistad i Hollywood och hans namn var därmed borttagen från filmen. WGA återinförde 1998 hans namn som en av manusförfattarna.